# Operação Goodwood (terrestre)

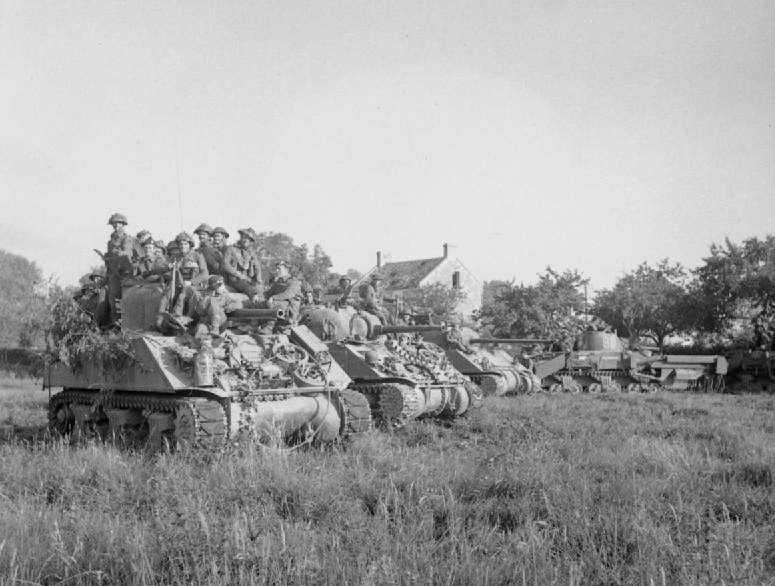
Tanques M4 Sherman carregando infantaria esperam a ordem de avançar no início da Operação Goodwood, 18 de julho

Operação Goodwood foi uma contraofensiva britânica durante a Segunda Guerra Mundial, realizada entre 18 e 20 de julho de 1944 na Normandia. O objetivo da operação era um ataque limitado ao sul, da cabeça de ponte de Orne, para capturar o resto de Caen e o Bourguébus.
Embora a Goodwood tenha falhado em seu objetivo principal, forçou os alemães a manter formações opostas aos britânicos e canadenses no flanco leste das praias da Normandia e, com a Operação Cobra, o primeiro ataque do Exército dos EUA que começou em 25 de julho, colapsou as defesas alemãs mais fracas.

## Consequências

### Análise
Taticamente, os alemães contiveram a ofensiva, mantendo muitas de suas posições principais e impedindo o avanço dos Aliados, mas foram surpreendidos pelo peso do ataque e do bombardeio aéreo preliminar. A Goodwood fez com que os britânicos estendessem a linha de frente em 11 quilômetros a leste de Caen, com a penetração chegando a 12.000 jardas (11 km) em alguns lugares. Os subúrbios ao sul de Caen foram capturados pelos canadenses durante a Operação Atlantic.
A defesa alemã da Normandia estava perto do colapso quando a Operação Cobra violou a fina 'crosta' defensiva nazsita no oeste e poucas unidades mecanizadas alemãs estavam disponíveis para contra-atacar. Martin Blumenson, um historiador americano, escreveu após a guerra que Goodwood havia criado um avanço tal que, "... a  Operação Cobra provavelmente teria sido desnecessária".

### Vítimas
Simon Trew escreveu que "as primeiras estimativas das perdas dos Aliados para a Operação Goodwood pareciam horríveis, que o Segundo Exército havia perdido 4.011 homens...". Em 2006, G. S. Jackson deu baixas nas divisões blindadas de 18 a 19 de julho de 1.020 homens. Em 2001, Michael Reynolds citou o diário de guerra do 21.º Grupo de Exércitos de baixas no I e VIII Corpo de exército de 3.474 homens.
Mais de 2.000 prisioneiros alemães foram feitos e cerca de 100 tanques foram destruídos. Jackson também escreveu sobre cerca de 100 perdas de tanques alemães. Na história oficial, o Major Lionel Ellis escreveu que a 1.ª SS e a 21.ª divisões Panzer perderam 109 tanques no primeiro dia de batalha.
As perdas de tanques britânicos durante a operação foram debatidas, com perdas variando de 218 a 500.

## Citações
1. 1 2  Trew & Badsey 2004, p. 64.
2. ↑  Ellis et al. 2004, p. 352.
3. ↑  Williams 2004, p. 131.
4. ↑  Trew & Badsey 2004, p. 94.
5. ↑  Blumenson 1961, p. 188.
6. ↑  Trew & Badsey 2004, p. 97.
7. ↑  Jackson 2006, pp. 103, 108.
8. ↑  Reynolds 2001, p. 186.
9. ↑  Trew & Badsey 2004, pp. 96–97.
10. ↑  Jackson 2006, p. 113.
11. ↑  Ellis et al. 2004, p. 346.
12. ↑  Tamelander & Zetterling 2004, p. 288.
13. ↑  Trew & Badsey 2004, p. 98.